# Bruderkrieg – Der Kampf um Titos Erbe
Bruderkrieg – Der Kampf um Titos Erbe (Originaltitel: The Death of Yugoslavia) ist ein preisgekrönter sechsteiliger Dokumentarfilm über den Zerfall Jugoslawiens nach dem Tod von Josip Broz Tito sowie die anschließenden Jugoslawienkriege bis zum Dayton-Abkommen 1995.
In einzigartiger Weise kombiniert die Dokumentation zuvor nicht gezeigtes Archivmaterial mit Interviews der meisten Hauptakteure des Konflikts, darunter Slobodan Milošević, Radovan Karadžić, Franjo Tuđman und Alija Izetbegović. Diese schildern jeweils ihre Version der entscheidenden Momente der Krise und erzählen, was sie getan haben und weshalb.
Alle die Dokumentation betreffenden Unterlagen, einschließlich vollständiger Abschriften der durchgeführten Interviews, sind hinterlegt beim Liddell Hart Centre for Military Archives am King’s College, University of London.

## Episoden

### Der Sprengsatz (Enter Nationalism)
- Ereignisse nach dem Tod Titos, die zur Auflösung der Sozialistischen Föderativen Republik Jugoslawien führen.
- Erstarken von serbischem und slowenischem Nationalismus
- Inszenierte Demonstrationen im Kosovo, Antibürokratische Revolution (1987)

### Die Lunte brennt (The Road to War)
- Wahlen in Kroatien (Mai 1990)
- Serbischer Nationalismus in Kroatien und der Aufstand in Knin (1990)
- Waffenimporte für die kroatische Miliz
- Maßnahmen von Serbiens Präsident Slobodan Milošević, um die Kontrolle über die Jugoslawische Volksarmee zu erlangen.

### Explosion (Wars of Independence)
- Loslösung der Sozialistischen Republik Kroatien von Jugoslawien nach Referendum (Mai 1991)
- Der Konflikt zwischen Kroaten und Serben
- Carrington-Plan für ein gesamtjugoslawisches Abkommen (gescheitert nach Anerkennung von Kroatien und Slowenien durch die EG im Dezember 1991)
- Einnahme von Vukovar durch Einheiten der Volksarmee und serbischen Milizen. (November 1991)

### Flächenbrand (The Gates of Hell)
- Der Konflikt in Bosnien-Herzegowina zwischen Moslems, Serben und Kroaten
- Ethnische Säuberung in Zvornik (April 1992)
- Serbischer Angriff auf Sarajewo
- Festsetzung und Befreiung des bosnischen Präsidenten Alija Izetbegović (Mai 1992)

### Sicherheitszonen (A Safe Area)
- Ereignisse in Bosnien und die Rollen von Vereinten Nationen und NATO
- UN-Resolution 819 über die UN-Schutzzone Srebrenica (April 1993)
- Vance-Owen-Plan zur Aufteilung von Bosnien (gescheitert im Mai 1993)
- Kämpfe zwischen Bosnischen Kroaten und Bosnischen Moslems
- Stationierung russischer Truppen in der Umgebung von Sarajewo (Februar 1994)
- Der Weg zum NATO-Einsatz

### Der kalte Friede (Pax Americana)
- Das Massaker von Srebrenica (Juli 1995)
- Serbischer Granatbeschuss auf den Marktplatz Sarajevo ist Auslöser zur NATO-Operation Deliberate Force (August 1995)
- Konflikt zwischen Milošević und Karadžić bei Waffenstillstandsverhandlung mit US-Unterhändler Holbrooke
- Waffenstillstand mit Serben, Abzug schwerer Waffen um Sarajewo, Stop der NATO-Bombardierung
- Weitere Kämpfe durch Moslems und Kroaten
- Genereller Waffenstillstand (Oktober 1995)
- Begin der Friedensverhandlungen in Dayton, Ohio (31. Oktober 1995)
- Unterzeichnung des Abkommens von Dayton (21. November 1995)

## Verwendung als Beweismittel
Wegen der zahlreichen Interviews mit prominenten Führern und Kommandeuren des Konflikts wurde die Dokumentation vom Internationalen Strafgerichtshof für das ehemalige Jugoslawien (ICTY) zur Verfolgung von Kriegsverbrechen verwendet.
Während des Prozesses gegen Slobodan Milošević vor dem ICTY entspann sich beispielsweise zwischen dem Richter und dem Zeugen Vojislav Šešelj folgender Dialog:

„Q: […] Tell us, when you spoke to The Death of Yugoslavia people, were you doing your best to tell the truth on this very substantial television programme of record?

A: No. That television programme was not one I ever considered to be important or substantial. I considered the BBC to be a hostile television, and I didn’t really care about what I said to them then, and the Serb Radical Party took $500 US from them for that interview and that money entered the coffers of the Serb Radical Party.“

## Auszeichnungen
- 1996: BAFTA TV Award – Best Factual Series[3]
- 1996: Broadcasting Press Guild Award – Best Documentary Series[4]